# Джованні Франчіні
Джованні Франчіні (італ. Giovanni Francini, * 3 серпня 1963, Масса) — колишній італійський футболіст, захисник.
Насамперед відомий виступами за клуби «Торіно» та «Наполі», а також національну збірну Італії.
Чемпіон Італії. Володар Суперкубка Італії з футболу. Володар Кубка УЄФА. 

## Клубна кар'єра
Вихованець юнацької команди футбольного клубу «Торіно».
У дорослому футболі дебютував 1980 року виступами за головну команду цього ж клубу, в якій провів два сезони, взявши участь у 18 матчах чемпіонату. Протягом 1982—1983 років на умовах оренди захищав кольори команди клубу «Реджяна».
Своєю грою за цю команду довів представникам тренерського штабу «Торіно» свій високий ігровий потенціал і 1983 року повернувся до складу туринської команди. Цього разу відіграв за неї наступні чотири сезони своєї ігрової кар'єри. Більшість часу, проведеного у складі «Торіно», був основним гравцем захисту команди.
1987 року уклав контракт з клубом «Наполі», у складі якого провів наступні сім років своєї кар'єри гравця.  Граючи у складі «Наполі» також здебільшого виходив на поле в основному складі команди. Виступаючи у Неаполі, вигравав з командою чемпіонат Італії, розіграші Суперкубка Італії з футболу та Кубка УЄФА. 
Протягом 1994—1994 років захищав кольори команди клубу «Дженоа». Завершив професійну ігрову кар'єру у клубі «Брешія», за команду якого виступав протягом 1994—1996 років.

## Виступи за збірні
Протягом 1984–1986 років  залучався до складу молодіжної збірної Італії. На молодіжному рівні зіграв у 12 офіційних матчах, забив 2 голи.
1986 року дебютував в офіційних матчах у складі національної збірної Італії. Протягом кар'єри у національній команді, яка тривала 5 років, провів у формі головної команди країни лише 8 матчів. У складі збірної був учасником чемпіонату Європи 1988 року у ФРН, на якому команда здобула бронзові нагороди, а Франчіні у жодному матчі на полі не з'явився.
| Дата       | Місто     | Господарі | Результат | Гості      | Турнір            | Голи | Примітки         |
| ---------- | --------- | --------- | --------- | ---------- | ----------------- | ---- | ---------------- |
| 15/11/1986 | Мілан     | Італія    | 3 – 2     | Швейцарія  | Відбір до ЧЄ 1988 | -    | вийшов на 11'    |
| 28/05/1987 | Осло      | Норвегія  | 0 – 0     | Італія     | товариський матч  | -    |                  |
| 03/06/1987 | Стокгольм | Швеція    | 1 – 0     | Італія     | Відбір до ЧЄ 1988 | -    |                  |
| 10/06/1987 | Цюрих     | Італія    | 3 – 1     | Аргентина  | товариський матч  | -    |                  |
| 14/11/1987 | Неаполь   | Італія    | 2 – 1     | Швеція     | Відбір до ЧЄ 1988 | -    | замінений на 26' |
| 05/12/1987 | Мілан     | Італія    | 3 – 0     | Португалія | Відбір до ЧЄ 1988 | -    |                  |
| 20/02/1988 | Барі      | Італія    | 4 – 1     | СРСР       | товариський матч  | -    |                  |
| 31/03/1988 | Спліт     | Югославія | 1 – 1     | Італія     | товариський матч  | -    | замінений на 53' |
| Усього     |           | Матчів    | 8         |            | Голів             | 0    |                  |

## Титули і досягнення
- Чемпіон Італії (1):

«Наполі»:  1989–90
- Володар Суперкубка Італії з футболу (1):

«Наполі»:  1990
- Володар Кубка УЄФА (1):

«Наполі»:  1988–89